# Dubje
Dubje (ukrainisch Дуб'є; russisch Дубье/Dubje, polnisch Dubie) ist ein Dorf in der ukrainischen Oblast Lwiw in der Westukraine mit etwa 600 Einwohnern.
Die Ortschaft liegt im Osten der historischen Landschaft Galizien im Rajon Solotschiw an der ukrainischen Fernstraße M 06, etwa 12 Kilometer südlich vom ehemaligen Rajonzentrum Brody und 77 Kilometer östlich vom Oblastzentrum Lwiw entfernt.
Er gehört seit 2020 zur Landgemeinde Sabolotzi, vorher war er ein Teil der Landratsgemeinde Jasseniw.
Der Ort lag zunächst in der Adelsrepublik Polen-Litauen, Woiwodschaft Ruthenien, und kam 1772 als Dubia zum damaligen österreichischen Kronland Galizien (bis 1918 dann im Bezirk Brody).
Nach dem Ende des Ersten Weltkrieges kam der Ort zur Polen, war hier ab 1921 als Dubie in die Woiwodschaft Lwów, Powiat Brody, Gmina Jasionów eingegliedert und wurde im Zweiten Weltkrieg erst von der Sowjetunion und ab 1941 bis 1944 von Deutschland besetzt und dem Distrikt Galizien angeschlossen. Nach der Rückeroberung durch sowjetische Truppen 1944 kam er 1945 wiederum zur Sowjetunion und wurde in die Ukrainische SSR eingegliedert, seit 1991 ist der Ort Teil der heutigen Ukraine.